# Zeche Alb
Die Zeche Alb war eine Kleinzeche im Wittener Ortsteil Vormholz. Die Zeche wurde am 1. Januar 1952 in Betrieb genommen, schon 25 Monate später, am 31. Januar 1954, erfolgte die Stilllegung.
Im ersten Betriebsjahr wurden mit 43 Bergleuten 4.506 Tonnen Steinkohle gewonnen. Die Förderung stieg im darauffolgenden Jahr auf 8.124 Tonnen an. Diese fast doppelt so hohe Förderung wurde mit nur 16 Bergleuten erwirtschaftet.